# Lejops femorata
Lejops femorata är en tvåvingeart som först beskrevs av Simic 1987.  Lejops femorata ingår i släktet sävblomflugor, och familjen blomflugor. Inga underarter finns listade i Catalogue of Life.